# NGC 3247
NGC 3247 (другие обозначения — OCL 809, ESO 127-SC19) — рассеянное скопление в созвездии Киль.
Этот объект входит в число перечисленных в оригинальной редакции «Нового общего каталога».
Расстояние до скопления составляет примерно 1420 парсек. По, видимому, в окрестностях скопления на небе есть отдельныая группа звёзд-гигантов. NGC 3247 слишком старое, чтобы быть спиральным индикатором.